# Kościół Trójcy Świętej w Sosnowicy
Kościół Trójcy Świętej – rzymskokatolicki kościół parafialny należący do dekanatu Parczew diecezji siedleckiej.
Budowa świątyni została ukończona w 1797 roku (zapewne w stanie surowym), Kościół został konsekrowany w 1804 roku. Budowla reprezentuje styl klasycystyczny z elementami późnego baroku. Kościół jest orientowany i składa się z jednej nawy. Nawa na planie prostokąta zwieńczona jest półkolistą apsydą (prezbiterium jest oddzielone podwyższeniem). Ściany są podzielone uproszczonymi pilastrami (pomiędzy nimi są umieszczone ołtarze), podtrzymującymi profilowany gzyms biegnący wokół płaskiego sufitu. Podobna dekoracja znajduje się na zewnątrz świątyni – elewacje są podzielone uproszczonymi pilastrami, wokół jest umieszczony gzyms wieńczący. Trójosiowa fasada ma dość złożoną budowę – nad pilastrami w wielkim porządku znajduje się fronton na planie trójkąta (w tympanonie jest umieszczone Oko Opatrzności w glorii), nad nim nieco odsunięty do tyłu mur attykowy z wysokim zakończeniem na planie prostokąta. Zakończenie jest nakryte schodkowo i ujęte jest w formie wolutowych spływów.

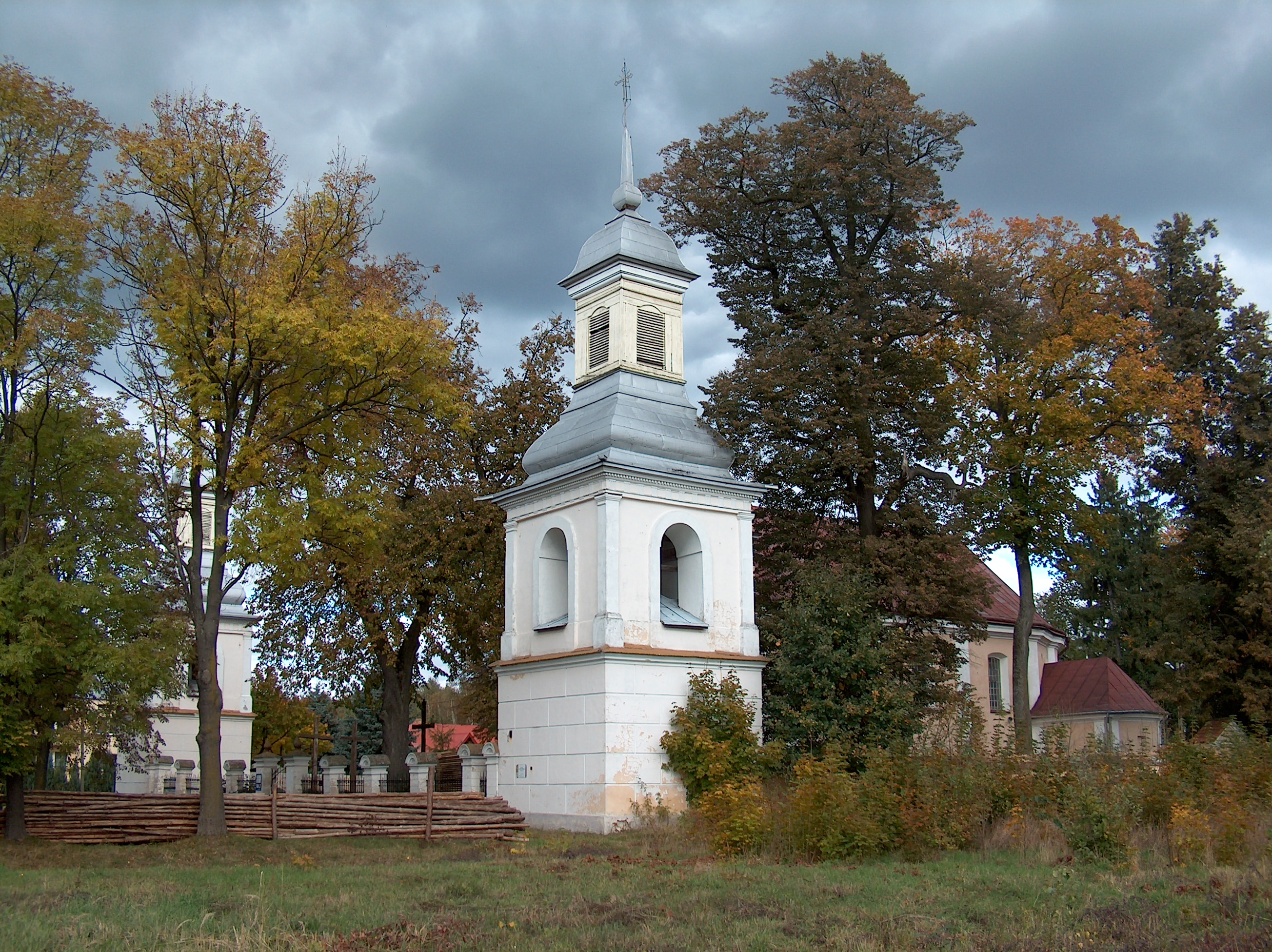
Dzwonnica

Wyposażenie wnętrza reprezentuje jednolity styl klasycystyczny i powstało pod koniec XVIII wieku, są to m.in. ołtarze murowane (pięć sztuk). W ołtarzu głównym (jednoosiowym, wklęsłym) znajduje się obraz Świętej Trójcy namalowany w 1795 roku przez Józefa Walla, w zwieńczeniu jest umieszczony przerwany tympanon z Okiem Opatrzności w glorii. Oko Opatrzności znajduje się także nad pozostałymi ołtarzami. W dwóch ołtarzach bocznych znajdują się obrazy, których autorem jest również Józef Wall – św. Józef z Dzieciątkiem i św. Janem Chrzcicielem (1790 rok) oraz Matka Boża Różańcowa (1794 rok). Drewniane ambona i chrzcielnica reprezentują podobny motyw. Korpus ambony podparty jest postacią klęczącego anioła, nad nią jest umieszczony baldachim z wazonem. Chrzcielnica w formie klasycystycznej wazy jest podtrzymywana przez klęczącego anioła. Drewniane konfesjonały reprezentują styl późnobarokowy, ławki – rokokowy, organy - barok i klasycyzm. Do wyposażenia kościoła należy również m.in. klasycystyczna monstrancja wykonana w pracowni złotniczej w Warszawie.